# 森林公園車站 (北海道)
森林公園車站（日语：／ Shinrin-kōen eki */?）是一由北海道旅客鐵道（JR北海道）所經營的鐵路車站，位於日本北海道札幌市厚別區，是JR北海道函館本線沿線車站之一，屬於JR北海道本社（札幌總部）的直轄範圍，並委託由子公司北海道JR服務網（北海道ジェイ・アール・サービスネット）代為營運。

## 簡介
森林公園車站是距離札幌市郊的北海道立自然公園——野幌森林公園最近的鐵路車站。相對於函館本線超過百年以上的通車歷史，1984年才設站的森林公園是個非常年輕的車站，緊鄰車站周邊可以見到一個由大型土地開發商三菱地所所規劃建設的住宅區「森林公園公園城」（森林公園パークタウン）。事實上，森林公園車站當年是三菱地產與該住宅區的居民共同負擔費用、向日本國鐵申請設站的請願車站，因而將站名取名為「森林公園」。

## 車站結構

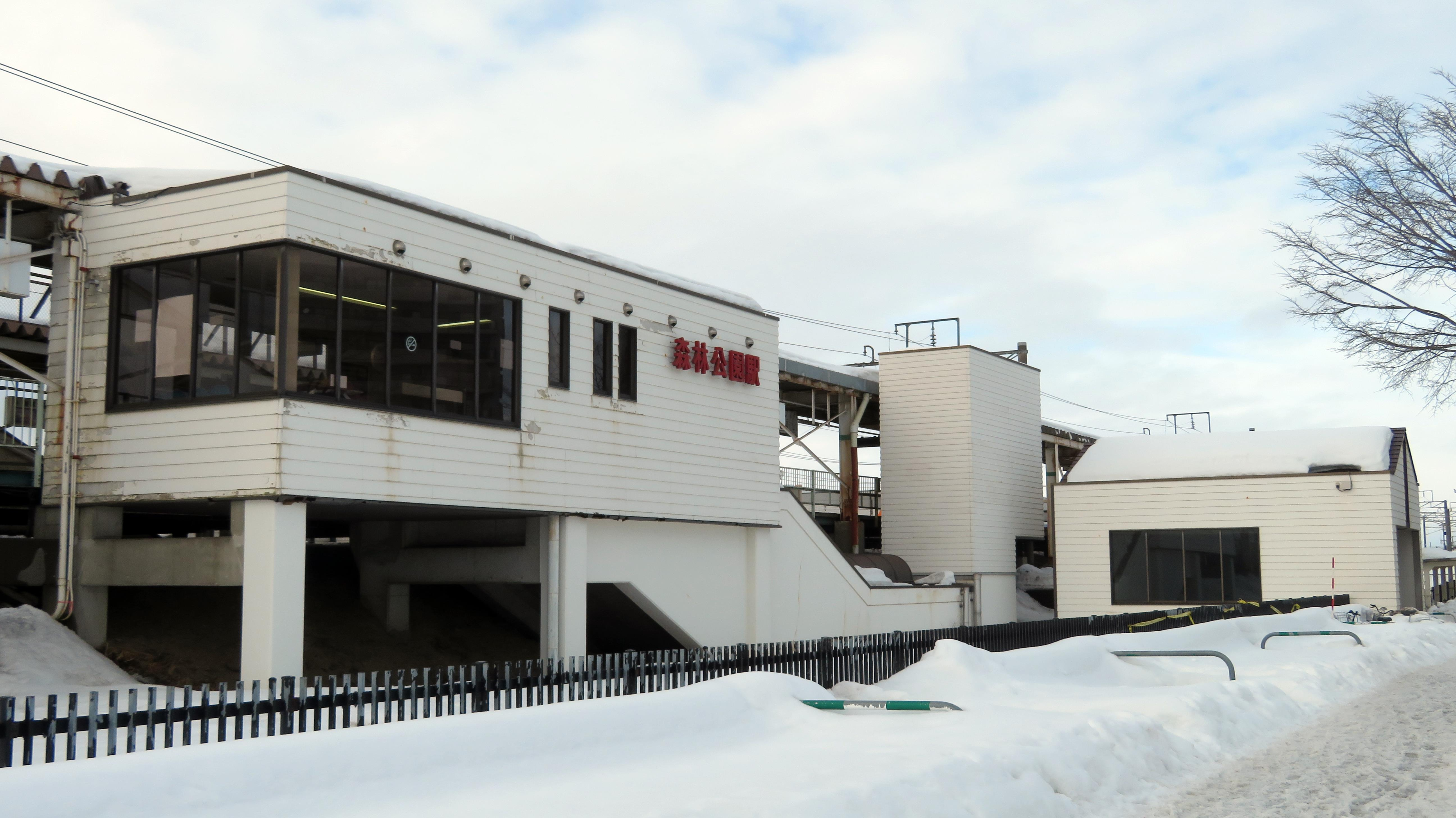
森林公園站東口

2面2線的對向式月台（月台長：180米、200米）的地面車站。

### 月台配置
| 月台 | 路線      | 方向 | 目的地               |
| ---- | --------- | ---- | -------------------- |
| 1    | ■函館本線 | 上行 | 札幌、手稻、小樽方向 |
| 2    | ■函館本線 | 下行 | 江別、岩見澤方向     |

## 相鄰車站
北海道旅客鐵道
函館本線
■區間快速「石狩Liner」
通過
■普通（包含所有在札幌車站以西又改為區間快速的列車）
厚別（A04）－森林公園（A05）－大麻（A06）